# Wilhelm Wachendorf
Wilhelm Wachendorf (* 14. August 1877 in Hamburg; † 28. Juni 1949 ebenda) war ein deutscher Kaufmann.

## Leben und Wirken
Wilhelm Wachendorf kam als Sohn eines Zigarrendrehers im Hamburger Gängeviertel nahe dem Dovenfleet zu Welt. Seine Mutter arbeitete als Reinmachfrau. Im Alter von 14 Jahren begann er eine Ausbildung im Unternehmen ROM von Rudolph Otto Meyer. Als Wachendorf seine Lehre bei ROM begann, war der Firmensitz des 1858 gegründeten Unternehmens in Eilbek. Die Villen der beiden Prinzipale, neben „Vadder Meyer“ der jüngere Sozius Joseph Strebel, befanden sich neben den Fabrikgebäuden. Die Firma hatte ungefähr 100 Mitarbeiter, die überwiegend im gewerblichen Bereich tätig waren. Im kaufmännischen Bereich arbeiteten 1892 ein Prokurist, ein Kassierer, ein Commis und neben Wachendorf ein weiterer Lehrling. Im Februar 1894 erwarb das Unternehmen eine erste Schreibmaschine, die von „einer weiblichen Person“ bedient wurde. Nach dem Ende seiner vierjährigen Lehrzeit wurde Wachendorf zum „Handlungs-Commis“ befördert. Die Beschäftigten arbeiteten täglich zwölf Stunden und mehr bei einer zweistündigen Mittagspause. Sie erhielten keine geregelte Entlohnung für Überstunden, jedoch mitunter Sonderzahlungen von Meyer.
1905 heiratete Wachendorf eine 23-Jährige, die seit der Konfirmation als Hausangestellte gearbeitet und anschließend eine Ausbildung zur Putzmacherin absolviert hatte. Seine Frau hatte zwei jüngere Schwestern, die das Seminar für Volksschullehrerinnen besuchten und von ihrer Schwester finanzielle Unterstützung erhielten. Da das Ehepaar Geld gespart hatte, konnte es eine kurze Hochzeitsreise in den Harz unternehmen. Außerdem konnten sie eine Dreizimmerwohnung in der Eilbeker Menckesallee vollständig ausstatten. Das Ehepaar Wachendorf hatte zwei Kinder, die 1907 und 1908 zur Welt kamen. Wilhelm Wachendorf verdiente monatlich 120 Mark. Für Lebensunterhalt und Miete benötigte er 100 Mark. Seiner alten Mutter ließ er zehn Mark zukommen, die übrigen zehn legte er bei der Sparkasse zurück.
In den nächsten Jahren wuchs die Firma von Rudolph Otto Meyer deutlich. Wilhelm Wachendorf wurde 1916 zum „Hauptkassierer“ befördert und arbeitete in dieser Position bis 1939. Die Familie wohnte jetzt in einer dreieinhalb Zimmer großen Wohnung mit Terrasse in Eilbek. Die Familie genoss gute, wenngleich nicht üppige Mahlzeiten und nur sonntags Fleisch. Da sie negative Beispiele kannten, tranken die Eheleute nie Alkohol. Frau Wachendorf legte Wert auf „strapazierfähige“ Kleidung und nähte oftmals selbst. Die Eltern erzogen ihre Kinder zur Sparsamkeit; während Ausflügen zahlten sie ihnen nur gelegentlich eine Brause und kehrten nie in Lokalitäten ein. Die Familie besuchte regelmäßig die Hamburger Bücherhallen, Opern und Theater. Geburtstage und andere Ereignisse feierten sie in größerer Gesellschaft.
Die Firma ROM sei dominierend für das Denken der gesamten Familie gewesen, da sie deren Existenzgrundlage gewesen sei, so der Sohn Wilhelm Wachendorfs später. Wachendorf fühlte sich persönlich dem Unternehmen immer verbunden, auch nachdem der Umgang aufgrund der Unternehmensgröße unpersönlicher geworden war. Wachendorf arbeitete auch im Ruhestand bei Bedarf für die Firma. Der Grund für diese Verbundenheit sei die Befürchtung gewesen, dass es dem Unternehmen schlechter gehen könnte und die Familie Hunger und Not leiden musste, wie es die Eltern selbst als Kinder erlebt hatten. Sein Vater habe einen Frondienst geleistet, der im Gegenzug das Auskommen der Familie Wachendorf gesichert habe, hielt der Sohn Wachendorfs später fest. Ein Urlaub, der länger als zwei Wochen dauerte, sei nie möglich gewesen, der Vater immer „angenagelt“.
Das Leben Wilhelm Wachendorfs, der Ende Juni 1949 starb, und seiner Familie, glich dem Leben vieler tausend vergleichbarer Haushalte seiner Zeit. Der wesentliche Unterschied ist, dass Wachendorf das Familienleben ausführlich handschriftlich dokumentierte. 1960 erschien sein Buch Jugend aus dem Gängeviertel. Helmut Wachendorf behandelte es 1970 in der hektografierten Maschinenschrift Im Gängeviertel stand meines Vaters Wiege.